# 가나즈카촌
가나즈카촌(金塚村)은 니가타현 기타칸바라군에 있던 촌이다. 

## 역사
- 1889년 4월 1일 - 정촌제 시행에 수반해 기타칸바라군 가나즈카촌이 성립하였다.
- 1955년 7월 20일 - 가지촌과 합병해 가지카와촌이 되어 소멸하였다.

## 참고문헌
- 大日本篤農家名鑑編纂所編『大日本篤農家名鑑』大日本篤農家名鑑編纂所、1910年。
- 帝国興信所編『帝国信用録 第18版』帝国興信所、1925年。
- 『市町村名変遷辞典』東京堂出版、1990年。